# Миргасым Чешмазер
Миргасым Чешмазер (азерб. Mirqasım Mikayıl oğlu Çeşmazər) ― учёный-историк, в 1954—1959 годы — председатель Демократической партии Азербайджана.
В годы существования Азербайджанского народного правительства (другое название — Демократическая Республика Азербайджан) — комендант отряда тебризских федаи, соратник Сеида Джафара Пишевари, председатель Тебризского радио.

## Жизнь
Миргасым Микаил оглу Чешмазер родился в 1920 году.
Был членом созданного в 1944 году тебризского комитета Народной партии Ирана. Являлся членом центрального комитета Демократической партии Азербайджана. С 10 декабря 1945 года по 15 января 1946 года — комендант тебризских отрядов федаи, с января по июнь 1946 года — помощник Сеида Джафара Пишевари. 26 апреля 1946 года возглавил Тебризское радио, открывшееся при Азербайджанском радиокомитете. 3 сентября 1946 года, в первую годовщину создания Демократической партии Азербайджана, был награждён орденом «Саттархан» за участие в национально-демократическом движении. В 1946 году по инициативе Пишевари, Чешмазера и других был создан «Отряд сопротивления Бабека» в целях сопротивления вступлению иранского войска в Южный Азербайджан.
После падения Азербайджанского национального правительства Чешмазер приехал в Баку. Здесь, защитив научную работу на тему «Создание и деятельность Демократической партии Азербайджана», получил учёную степень кандидата исторических наук. Занимался научной деятельностью в отделении «История Южного Азербайджана» Института востоковедения Национальной академии наук Азербайджана.
В 1954 году Миргасым Чешмазер был избран на конференции Демократической партии Азербайджана председателем этой организации. Занимал эту должность по 1959 год. Был участником национально-освободительного движения, начавшегося в 1988 году в Азербайджане (движение «Мейдан»).
Скончался в 2000 году.